# Bertrand Usclat
Bertrand Usclat est un humoriste, acteur, scénariste et réalisateur français né le 16 septembre 1986 à Paris.
Après une formation au Conservatoire national supérieur d'art dramatique, il fonde avec cinq comédiens issus de sa promotion le collectif Yes vous aime. Entre 2018 et 2022, il écrit et joue dans la série parodique Broute. Puis à partir de 2024, il lance un nouveau programme parodique "Broute", avec des épisodes plus longs, qui s'intitule "Broute 24".

## Biographie

### Jeunesse et formation
Bertrand Usclat est né le 16 septembre 1986 à Paris, dans l'Ouest parisien, au sein d'une famille aisée, d'un père ingénieur. Il désire s'orienter initialement dans la communication politique. Il tente d'intégrer Sciences po, mais échoue sept fois au concours. Après une licence de science politique, il entreprend un voyage en Inde. À son retour en France, il décide de changer radicalement de voie et intègre le monde du théâtre.
En 2007, il entre à la Compagnie le Vélo Volé. En 2009, il intègre le Conservatoire municipal du 8e arrondissement de Paris.
Il entre la même année au Conservatoire national supérieur d'art dramatique, dans le cours de Dominique Valadié. Il en sort en 2012, et monte avec plusieurs camarades de promotion le collectif Yes vous aime.

### Carrière
Le collectif Yes vous aime connaît un succès lié à sa présence sur Youtube et à quelques représentations scéniques. Le collectif intègre rapidement le Studio Bagel. Parallèlement, Bertrand Usclat interprète de nombreux rôles au théâtre et dans des séries télévisées. Il fait par ailleurs plusieurs apparitions au cinéma et dans des web-séries, dont Preview dans laquelle il tient le rôle principal.
Il se fait remarquer en interprétant Paul Touvier, dans le téléfilm Monsieur Paul, avec François Morel en 2015, puis dans la série Il revient quand Bertrand d'Hélène Lombard, Julien Sibony et Guillaume Crémonèse, en 2016.
En 2018, il crée, scénarise et interprète dans la série Broute, une shortcom parodiant le média en ligne Brut. Cette série fait connaître Bertrand Usclat du grand public et commence à intéresser les médias,. Broute est diffusée sur Canal+ une fois par semaine depuis 2019. Il s'agit d'un format court (environ 2 minutes), qui reprend les codes de réalisation de Brut, et propose une vision humoristique, décalée et parfois engagée de phénomènes d'actualité,,. Les épisodes sont écrits en collaboration avec Guillaume Cremonese, membre lui aussi de Yes vous aime, et sont réalisés par ce dernier. Dans les épisodes, apparaissent régulièrement Pauline Clément et Johann Cuny, également issus de Yes vous aime. En décembre 2021, Bertrand Usclat annonce que Broute va connaître une pause, d'une durée non déterminée. La série repart finalement début 2022, mais finit réellement en juin 2022.
En 2022, il est, avec Ahmed Sylla, à l'affiche du film Jumeaux mais pas trop.
À partir de 2024, il lance un nouveau programme parodique "Broute", avec des épisodes plus longs, qui s'intitule "Broute 24".

### Controverse
Le 13 décembre 2020, il demande au Monde de retirer une allusion à CNews qu'il avait faite lors d'un entretien recueilli en octobre. Cette réaction semble faire suite à l'éviction de Canal+ de l'humoriste Sébastien Thoen, qui avait réalisé un sketch parodiant l'émission de Pascal Praud sur CNews.

## Théâtre
Sauf indication contraire ou complémentaire, les informations mentionnées dans cette section peuvent être confirmées par la base de données Les Archives du spectacle.
- Les héros sont fatigués, de François Ha van
  - 2008 : Théâtre Montmartre
  - 2009 : Festival Off d'Avignon
- Les Quatre morts de Marie, de François Ha van
  - 2008 : Théâtre Lucernaire
- Le Dindon de Georges Feydeau, mise en scène de Fanny Sidney
  - 2010 : Théâtre des Roches, Théâtre du Mouffetard et théâtre du Monte Charge
  - Journées de juin du CNSAD
- Le Journal d'Anne Frank (Éric-Emmanuel Schmitt) - Steve Suissa
  - 2012 : Théâtre Rive Gauche (du 5 septembre 2012 au 31 mars 2013)
- George Dandin, de Molière
  - 2013 : Théâtre Douze (du 12 septembre 2013 au 12 octobre 2013)
- Comme la lune :
  - 2015 : Studio Hébertot (du 30 juin 2015 au 25 août 2015).
- Jachère - Jean-Yves Ruf,
  - 2016 : Théâtre Gérard Philipe (du 7 janvier 2016 au 23 janvier 2016)
- Énorme (de Neil LaBute, adaptation de Fat-Pig par Marie Pascale Osterrieth et Charlotte Gaccio)
  - 2017 : Petit Théâtre de Paris (du 1er octobre 2015 au 31 décembre 2015)
  - 2017 : Avignon Festival Off

## Filmographie
Sauf indication contraire, les informations mentionnées dans cette section peuvent être confirmées par les bases de données cinématographiques IMDb et Allociné,  présentes dans la section « Liens externes ».

### Acteur

#### Télévision

##### Séries télévisées
- 2015 : Duplex, de Guillaume Crémonèse : Jean-Baptiste Tedesco, le présentateur
- 2017 : Calls, saison 1, épisode 7
- 2018 : Sam, saison 2) : Baptiste
- 2019 : L'Effondrement, saison 1, épisode 8
- 2019 : Sam, saison 3, épisodes 6 - 7 - 8 : Baptiste
- 2019 : Broute de Guillaume Crémonèse
- 2020 : Sam, saison 4, épisode 2 : Baptiste
- 2022 : Moitié.e.s de Pauline Clément, 2 épisodes[22]
- 2023 : Knok, série de Guillaume Duhesme et Bastien Ughetto
- 2023 : Killer Coaster (série Prime Vidéo) de Nikola Lange
- 2023 : Fleur Bleue d'Enya Baroux, saison 1, épisode 5 : le mec éco-anxieux[23]
- 2025 : Bref, saison 2 : Bertrand Usclat

##### Téléfilms
- 2012 : Dan de Guillaume Crémonèse
- 2014 : La Clinique du docteur Blanche de Sarah Lévy : le fou qui tourne en rond
- 2016 : Monsieur Paul d'Olivier Schatzky : Paul Touvier jeune
- 2015 : Forum (pilote) de Benjamin Busnel
- 2018 : Tu vivras ma fille de Gabriel Aghion
- 2022 : 1H30 Max de Léo Grandperret : David
- 2024 : Mortelle raclette de François Descraques

#### Cinéma

##### Longs métrages
- 2013 : Fonzy, d'Isabelle Doval : Bertrand
- 2016 : Befikre d’Aditya Chopra : le gars de l'appel téléphonique n°2
- 2017 : Si j'étais un homme d'Audrey Dana : un collègue
- 2018 : Abdel et la Comtesse, d'Isabelle Doval : Pierre-Anne
- 2022 : Jumeaux mais pas trop d'Olivier Ducray et Wilfried Méance : Grégoire Beaulieu
- 2022 : Loin du périph de Louis Leterrier : Benoit Meault, responsable de la com
- 2022 : Menteur d'Olivier Baroux : Étienne, l'assistant de Jérôme
- 2023 : Second Tour d'Albert Dupontel : le chroniqueur France+
- 2025 : Avec ou sans enfants ? d'Elsa Blayau : Benjamin
- 2025 : Un mariage sans fin de Patrick Cassir : Luc
- 2025 : Vacances forcées de Stéphan Archinard et François Prévôt-Leygonie : Eric

##### Courts métrages
- 2012 : Sol & Nott de Joseph Minster : l'homme
- 2014 : Amindra de Carlos Fung
- 2016 : Je suis une caresse de Mallory Grolleau
- 2017 : Récamier de Jean Chaffard-Luçon : Pierre
- 2017 : Jusqu'à écoulement des stocks de Pierre Dugowson :
- 2020 : Nos héros de Léo Grandperret

#### Internet
- 2016 : La Conf de presse, du Studio Bagel

##### Web-séries
- 2010-2013 : Le Visiteur du futur, saison 2, épisodes 13 et 14 de François Descraques : Germain Castafolte
- 2015 : Jezabel, saison 1
- 2016 à 2019 : Il revient quand Bertrand ? de Guillaume Crémonèse : Bertrand Tassard
- 2018 : 13% de Sarah Rolland
- 2018 : Preview, saison 1 : Arthur
- 2019 : Abonne-toi, saison 1 de Guillaume Crémonèse : Bertrand[24]
- 2020 : Groom, saison 2, épisode 7 : l'hypnotiseur

### Scénariste

#### Séries télévisées
- 2015 : Duplex de Jean-Baptiste Tedesco
- 2019 : Broute de Guillaume Crémonèse

#### Web-série
- 2019 : Abonne-toi, saison 1, de Guillaume Crémonèse[24]